# Тиммер, Хендрика
Хендрика Гертрёйда Тиммер или Ри Тиммер (нидерл. Hendrika Geertruida Timmer, Rie Timmer; 1926 — 10 февраля 1994, Апелдорн) — нидерландская шахматистка.

## Биография
Чемпионка Нидерландов 1971 и 1972 гг.
Чемпионка Гааги 1953 и 1960 годов.
В составе сборной Нидерландов участница четырёх шахматных олимпиад (1963, 1966, 1969 и 1972 гг.; в 1972 г. играла на 1-й доске; в 1963 г. показала лучший результат среди запасных, в 1966 г. завоевала индивидуальную серебряную медаль на 2-й доске).
Призёр женских международных турниров.
Жила в Бевервейке, работала в компании «Hoogovens», участвовала в организации традиционных международных турниров (сейчас проводятся в Вейк-ан-Зее). Позже переехала в Эрмело, чтобы заботиться о престарелых родителях. Была председателем  «Шахматного клуба Эрмело VSG» (ранее пост занимал её отец), выступала за сборную клуба в командных соревнованиях. Была секретарем Восточного шахматного союза (Oostelijke Schaakbond). 7 февраля 1994 года во время выездного матча с клубом «SV De Schaakmaat» из  Апелдорна у неё случился инфаркт миокарда. Через 3 дня она умерла в больнице.

## Основные спортивные результаты
| Год  | Город        | Соревнование                                   | + | − | = | Результат | Место      |
| ---- | ------------ | ---------------------------------------------- | - | - | - | --------- | ---------- |
| 1953 | Гаага        | Чемпионат Гааги                                |   |   |   |           | 1          |
| 1960 | Гаага        | Чемпионат Гааги                                |   |   |   |           | 1          |
|      | Бевервейк    | Международный турнир (женский)                 |   |   |   |           | 3          |
| 1963 | Сплит        | II Олимпиада (сборная Нидерландов, запасная)   | 5 | 1 | 3 | 6½ из 9   | 1 на доске |
| 1966 | Оберхаузен   | III Олимпиада (сборная Нидерландов, 2-я доска) | 4 | 2 | 2 | 5 из 8    | 2 на доске |
| 1969 | Люблин       | IV Олимпиада (сборная Нидерландов, 2-я доска)  | 6 | 2 | 4 | 7 из 12   |            |
|      | Эммен        | Международный турнир (женский)                 |   |   |   |           | 2          |
| 1970 | Бевервейк    | Международный турнир (женский)                 |   |   |   |           |            |
| 1971 | Арнем        | Чемпионат Нидерландов                          |   |   |   |           | 1          |
| 1972 |              | Чемпионат Нидерландов                          |   |   |   |           | 1          |
|      | Скопье       | V Олимпиада (сборная Нидерландов, 1-я доска)   | 5 | 3 | 1 | 5½ из 9   |            |
|      | Врнячка-Баня | Международный турнир (женский)                 |   |   |   |           |            |